# Костанденец
Костанденец е село в Североизточна България. То се намира в община Цар Калоян, област Разград.

## География
Село Костанденец е разположено в Североизточна България, в Източната част на Дунавската равнина. Селото е разположено в обширна равнина на двата бряга на река Мали Лом. Село Костанденец се намира на 8 км от град Цар Калоян, 6 км от Захари Стояново, 6 км от Сваленик, 48 км от град Русе, на 35 км от град Разград, и на 28 км от град Попово.

## История
Разказват се две предания за името на селото. По-популярното гласи, че римският император Константин Велики за да укрепи северната граница на Римската империя от варварските племена, построил редица крепости по Дунав включително и на днешната река Мали Лом. Една от тях е крепостта, наричана днес Калето, която е естествено укрепена височина. Тя е разкрита и изследвана за първи път от Карел Шкорпил, който през 1914 г. в неговия „Опис на старините по течението на река Русенски Лом“ твърди, че в древността крепостта е наричана Констанца. От нея в действителност днес са останали само основи на зидове.
Етническият състав на селото е изцяло български, което контрастира със съседните населени места, в които преобладава население с турско самосъзнание. Според преданието, през XVIII век местни турци насилват българска девойка, след което братята ѝ отмъстили на насилниците. Тогава всички турци, които по това време живеели в селото, се изплашили и го напуснали.
По-голямата част от населението на селото принадлежи към етнографската група хърцои. Това название се свързва предимно с древния култ към божеството Хърс. Етнографската група е наричана и ерлии, което е турцизъм и означава „местни“ (йер-място.) Останалите жители на селото принадлежи към етнографската група капанци.

## Религии
Източно-православно християнство.

## Обществени институции
Кметство и читалище, разположени на селския площад „Освобождение“.

## Културни и природни забележителности
Църквата „Св. Димитрий Солунски“ е построена през 1860 г. от местното население, а през 1862 г. в две стаички в двора ѝ е открито килийно училище. През 1933 г. е построено и открито училище „Св. св. Кирил и Методий“. През 1918 година е основано и читалище „Паисий Хилендарски“.

## Редовни събития
- Димитровден – селски събор на 8 ноември (по стар стил)
- Младежки събор – първата седмица от месец август на местния стадион[4].